# Asplenium blepharodes
Asplenium blepharodes là một loài thực vật có mạch trong họ Aspleniaceae. Loài này được D.C. Eaton miêu tả khoa học đầu tiên năm 1890.